# Mapfre (yate)
MAPFRE o Desafío MAPFRE es un velero de competición de la clase Open 65 que participó en la ediciones 2014-15 y 2017-18 de la Volvo Ocean Race. En 2015 acabó cuarto, patroneado por Iker Martínez y por Xabi Fernández.
El CEO del equipo al que pertenece es Pedro Campos y Neal McDonald es el director deportivo. Su principal patrocinador es MAPFRE.

## Tripulación 2017-18
| Posición                       | Nombre                      | Participación en las etapas | Participación en las etapas | Participación en las etapas | Participación en las etapas | Participación en las etapas | Participación en las etapas | Participación en las etapas | Participación en las etapas | Participación en las etapas | Participación en las etapas | Participación en las etapas |
| ------------------------------ | --------------------------- | --------------------------- | --------------------------- | --------------------------- | --------------------------- | --------------------------- | --------------------------- | --------------------------- | --------------------------- | --------------------------- | --------------------------- | --------------------------- |
| Posición                       | Nombre                      | 1                           | 2                           | 3                           | 4                           | 5                           | 6                           | 7                           | 8                           | 9                           | 10                          | 11                          |
| Patrón                         | Xabi Fernández              | Sí                          | Sí                          | Sí                          | Sí                          | Sin cambios                 | Sí                          | Sí                          | Sí                          | Sí                          | Sí                          | Sí                          |
| Navegante                      | Joan Vila                   | Sí                          | Sí                          | Sí                          | Sí                          | Sin cambios                 | Sí                          | Sí                          | Sí                          | Sí                          | Sí                          | Sí                          |
| Jefe de Guardia                | Pablo Arrarte               | Sí                          | Sí                          | Sí                          | Sí                          | Sin cambios                 | Sí                          | Sí                          | Sí                          | Sí                          | Sí                          | Sí                          |
| Trímer/Caña                    | Blair Tuke                  | Sí                          | Sí                          | Sí                          | Sí                          | Sin cambios                 | Sí                          | Sí                          | Sí                          | Sí                          | Sí                          | Sí                          |
| Jefe de guardia                | Robert Greenhalgh           | Sí                          | Sí                          | Sí                          | Sí                          | Sin cambios                 | Sí                          | Sí                          | Sí                          | Sí                          | Sí                          | Sí                          |
| Trímer/Proa                    | Willy Altadill              | Sí                          | Sí                          | Sí                          | Sí                          | Sin cambios                 | Sí                          | Sí                          | Sí                          | Sí                          | Sí                          | Sí                          |
| Tripulante                     | Támara Echegoyen            | Sí                          | Sí                          | Sí                          | Sí                          | Sin cambios                 | Sí                          | Sí                          | Sí                          | Sí                          | Sí                          | Sí                          |
| Tripulante                     | Sophie Ciszek               | Sí                          | Sí                          | Sí                          | Sí                          | Sin cambios                 | Sí                          | Sí                          | No                          | Sí                          | Sí                          | Sí                          |
| Proa y capitán del barco       | Antonio "Ñeti" Cuervas-Mons | Sí                          | Sí                          | No                          | No                          | Sin cambios                 | No                          | Sí                          | Sí                          | Sí                          | Sí                          | Sí                          |
| Tripulante                     | Louis Sinclar               | No                          | No                          | Sí                          | Sí                          | Sin cambios                 | Sí                          | No                          | No                          | No                          | No                          | No                          |
|                                |                             |                             |                             |                             |                             |                             |                             |                             |                             |                             |                             |                             |
| Número de tripulantes a bordo: | 9                           | 9                           | 9                           | 9                           | Sin cambios                 | 9                           | 9                           | 8                           | 9                           | 9                           | 9                           |                             |
|                                |                             |                             |                             |                             |                             |                             |                             |                             |                             |                             |                             |                             |
| Reportero a bordo              | Ugo Fonollá                 | Sí                          | Sí                          | No                          | Sí                          | Sin cambios                 | Sí                          | Sí                          | Sí                          | Sí                          | Sí                          | Sí                          |
| Reportera a bordo              | Jen Edney                   | No                          | No                          | Sí                          | No                          | Sin cambios                 | No                          | No                          | No                          | No                          | No                          | No                          |

## Tripulación 2014-15
- Iker Martínez. Patrón[12]
- Xabi Fernández Jefe de Guardia, copatrón en etapas 3,4,8[13]
- Jean-Luc Nélias, Navengante.
- André Fonseca “Bochecha”. Jefe de Guardia.
- Antonio "Ñeti" Cuervas-Mons. Proa.
- Rob Greenhalgh. Jefe de Guardia.
- Carlos Hernández. Trímer/Caña.
- Rafael Trujillo Villar. Trímer/Caña.
- Willy Altadill. Trímer.
- Francisco Vignale. Reportero a bordo.
- Anthony Marchand. Trímer/Caña.
- Sam Goodchild. Trímer/Caña.
- Nico Lunven, Navegante, etapa 1.
- Michel Desjoyeaux, Jefe de Guardia, etapa 1.